# 1,2-Bis(2,4,6-tribromphenoxy)ethan
1,2-Bis(2,4,6-tribromphenoxy)ethan (BTBPE) ist eine chemische Verbindung, die als Flammschutzmittel verwendet wird.

## Verwendung
Seit Mitte der 1970er-Jahre wird BTBPE hergestellt und als additives Flammschutzmittel in Polystyrol, Thermoplasten und Kunstharzen eingesetzt.
Aufgrund der Verwendungsmenge ist BTBPE in den Vereinigten Staaten ein High Production Volume Chemical. Im Elektroschrott wurde in einer 2011 durchgeführten Studie eine durchschnittliche Konzentrationen von 150 ppm gefunden, was das verbreitete Vorkommen von BTBPE in elektronischen Geräten bestätigte. In Kunststofffraktionen von 2017 recycelten Haushaltsgroßgeräten wurden Konzentrationen von <1 bis 260 ppm gemessen.

## Umweltrelevanz
BTBPE wurde in Biota, Luft, Sedimenten, Klärschlamm, Hausstaub sowie in Nahrungsmitteln gefunden. In Fischen wurde ein Biomagnifikationspotential festgestellt.